# خلیج برنت
خلیج برنت (به انگلیسی: Burnett Bay) یک آبراه قطب شمال در قلمروهای شمال غربی کانادا است. بازوی شرقی دریای بوفورت اقیانوس منجمد شمالی در شمال غربی جزیره بنکس است. جزیره روبیلارد، جزیره نروژ و جزیره برنارد به صورت نیم دایره ای خارج از دهانه خلیج قرار دارند. این خلیج به‌خاطر ویلیام برنت، مدیر کل بخش پزشکی نیروی دریایی، توسط رابرت مک‌کلور در طول اعزام به قطب شمال مک‌کلور نام‌گذاری شد.